# سیده ملک‌خاتون
سیده ملک‌خاتون یا شیرین دختِ اسپهبد رستمِ طبری ملقب به ام‌الملوک ملکه و از فرمانروایان آل بویه بود. او اولین زن حکومت‌گر شیعی مذهب در تاریخ ایران و از خاندان باوندیان طبرستان بود. وی همسر فخرالدوله دیلمی و همچنین مادر دو تن از شاهان آل بویه به نام‌های شمس‌الدوله دیلمی و مجدالدوله دیلمی بود. پس از مرگ همسرش در شعبان ۳۸۷ قمری، دو پسر او به پادشاهی ری و همدان رسیدند و به سبب اینکه هنوز در سنین خردسالی به سر می‌برند، ادارهٔ امور و نیابت سلطنت به ملکهٔ فخرالدوله واگذار شد. او از شعبان ۳۸۷ تا مرگش در ۴۱۹ هجری قمری رسماً ۳۲ سال حکومت را کامل در دست داشت و به‌ صورت قانونی بر پادشاهی بوییان حکومت می‌کرد.
سرآغاز قدرت سیاسی خاندان «باوندی» در طبرستان را می‌توان به زمان اسپهبد قارن باوندی (قرن سوم هجری) مربوط دانست. از این زمان، آنان را «مَلِک‌الجبال» (شاهان کوه‌ها) لقب دادند.

## زندگی و تبار
شیرین، دخت اسپهبد رستم پور شروین پور رستم پور قارن بود.
«نام او شیرین بود، بنت سپهبد رستم بن شروین؛ و نیاکان سیده همه پادشاهان طبرستان و دیلم بودند».— مجمل‌التواریخ
فخرالدوله از شاهان آل بویه، در ارتباط با خاندان «باوندی»، با شیرین ازدواج کرد و او "سیده خاتون" لقب گرفت.
اما زمانی که شوهر او فخرالدوله دیلمی در قلعه طبرک درگذشت، سیده خاتون جانشین او شد و بر بخشی از مناطق شمالی (طبرستان) و مرکزی ایران از جمله ایالت ری فرمانروایی کرد. فرزند آن‌ها ابوطالب رستم، لقب مجدالدوله دیلمی گرفت.

## نفوذ در دربار فخر‌الدوله
فخرالدوله در طول دوران اولیه حکومتش، بر اندیشه سیاسی و مدیریت صاحب بن عباد، وزیر مشهور شیعی مذهب، متکی بود و پس از مرگ صاحب در ۳۸۵ هجری، سیده خاتون سمت مشاور شاه را بر عهده گرفت. هرچند امور دربار و دیوان به دو تن از کارگزاران که افراد سیده خاتون بودن سپرده شد و سیده خاتون بر هر دو تن نظارت کامل و مستقیم داشت و در واقع دستی‌باز در نظارت بر گردش امپراتوری داشت و فخرالدوله این بار در امور سیاسی و مدیریتی کاملاً به سیده خاتون تکیه کرد. نظارت سیده خاتون به امور سیاسی محدود نمی‌شد؛ او در آوردگاه لشکریان حضور داشته و محبوب بود و حتی بر امور مالی، مالیاتی و دخل و خرج مملکت نیز نظارت کامل داشت و کلید خزاین فخرالدوله تا هنگام مرگ در اختیار سیده خاتون بود. به گواهی تاریخ، او با لیاقت بسیار حتی بهتر از فخرالدوله مملکت را اداره می‌کرد و در حفظ و توسعه آن موفق بود.

## حکمرانی بر آل‌بویه
پس از مرگ فخرالدوله در ۳۸۷ هجری، سیده خاتون فرزندش ابوطالب رستم مجدالدوله را جانشین پدر کرد و حکومت ری که شاخه جبال آل بویه بود را به او داد. پسر دیگرش، ابوطاهر شاه خسرو، ملقب به شمس‌الدوله، را نیز به حکومت همدان فرستاد و حکومت اصفهان را به پسر دیگرش ابوشجاع عین‌الدوله، که هفت ساله بود، سپرد. به همین علت، سیده خاتون از آن پس «امّ‌الملوک» (مادر‌ پادشاهان) لقب گرفت. سیده خاتون با توجه به سن کم فرزندش رستم (مجدالدوله)، و با برخورداری از حمایت برادرش اسپهبد طبرستان، امور حکومت ری، یعنی حکومت شاخه جبال آل بویه را در دست گرفت. سیده خاتون بر تمام امور حکومتی مسلّط شد. دستورهای حکومتی با صلاحدید او صادر می‌گردید و در مملکت بی‌اطلاع از وی حکمی صادر نمی‌شد. ابن اثیر می‌نویسد: 
«مادر مجدالدوله همچنان فرمان می‌راند و نامه شهریاران بدو می‌خواندند و او بدیشان پاسخ می‌فرستاد.»
مجدالدوله دیلمی در هنگام خردسالی به امارت ری نشست و اوقات خود را بیشتر در مطالعه و تفریح به سر می‌برد و امارت واقعی تمام قلمرو او و برادرش شمس‌الدوله، در حقیقت به دست ملکه سیده خاتون بود و او بر دو پسرش نظارت داشت. با این حال مجدالدوله یک بار در سال ۳۹۷ قمری در همان سال‌های کودکی به تحریک اطرافیان بر ضد مادر برانگیخته شد.
سیده خاتون با اقتدار تمام و با کسب حمایت از تمام حاکمان ولایت‌ها و اکثر فرمانداران لشکریان و کارگزاران دیوان و دربار که با آنان رابطه خویشاوندی و دوستانه نیز داشت، توانست شورش‌های برخی از فرماندهان سپاه و توطئه چندتن از کارگزاران دیوانی و درباری را فرونشاند. به قول عتبی، او «کافله ملک بود.»
نقش فعّال او در مسائل سیاسی و نظامی دوره مجدالدوله تا آنجا پیش رفت که وقتی پسرش، مجدالدوله، به کوشش وزیرش سعی در کوتاه کردن دست سیده خاتون از امور حکومتی داشت و برای این منظور حمایت بعضی از سرداران سپاه را نیز کسب کرده بود، سیده خاتون به یاری بدرحسنویه، حاکم کرد دینور، به راحتی ری را تسخیر کرد و مجدالدوله را برکنار نمود و برادرش شمس‌الدوله را به جای او نشاند. چندی بعد با او دوباره بر سر مهر آمد و او را به امارت ری بازگرداند و شمس‌الدوله را به همدان فرستاد. به گفته عتبی: «مادر مجدالدوله معتضد به کثرت اقارب و شوکت عشایر[بود]و از سر تحکّم و تغلّب در حل و عقد و امر و نهی مُلک، با لشکر دیلم سخن می‌راند و میان او و مادر بدین سبب وحشت افتاد».
هرچند سیده خاتون بلافاصله پس از مدتی کوتاه (چون شمس الدوله را نسبت به مجدالدوله سرکش‌تر یافت) مجدداً حکومت را به مجدالدوله بازگرداند؛، اما مسلّما این نوع تغییرات سیاسی، آن هم با سرعتی اینچنین، نیاز به اقتدار سیاسی عالی، حمایت نظامی و سیاسی قوی و درایت و کیاستی فوق‌العاده داشت که سیده خاتون آن را دارا بود. گردش امور درباری و لشکری و تمام قلمرو به دست یک زن در ایران دوره اسلامی تا زمان سیده خاتون سابقه نداشت و او که یک زن شیعی مذهب بود که با تدبیر سیاسی، قلمرو وسیعی از ایران را تحت سلطه گرفته بود و بر آن حکومت می‌کرد.
منابع تاریخی همچنین، اشاراتی به خدمات فرهنگی سیده خاتون دارند؛ از جمله انتخاب استادان صاحب‌نام و عالم برای فرزندش مجدالدوله. احمد بن فارسی همدانی، عالم لغوی، از جمله استادان مجدالدوله به‌شمار می‌رفت. سیده خاتون علاوه بر مسائل سیاسی، چون مادری دلسوز، زمینه آموزش‌های مذهبی و علمی را برای فرزندش مجدالدوله فراهم آورد. مجدالدوله با کیاست و درایت مادر، در محضر استادان دانشمند و شیعه مذهب از فلسفه و کلام بهره گرفت. ابوعلی سینا، دانشمند و فیلسوف نامی ایران نیز مدتی از عمرش را نزد سیده خاتون و مجدالدوله گذراند. او که نزد سامانیان به امر مطالعه و تحقیق مشغول بود، با قدرت یافتن محمود غزنوی، مجبور شد از خراسان خارج شود. پس در فرار از مقابل سپاهیان غزنوی و ضعف بسیاری از مخالفان محمود غزنوی، به ری رفت و به خدمت سیده خاتون و مجدالدوله رسید و مورد لطف و محبت آنان قرار گرفت و ایشان چون حالات نفسانی او را شنیده بودند، در تعظیم (گرامی‌داشتن) او کوشیدند. کتابخانه مجدالدوله چنان غنی بود که ابن سینا، مدت‌ها در دربار او اقامت کرد و از آن کتاب‌ها، که بیشتر در علم نجوم و حکمت بود، استفاده کرد.
اما مهم‌ترین نقش سیده خاتون در حکومت شاخه جبال آل بویه، حفظ قلمروش از تهدید و حملات نظامی قدرتمندترین حاکم منطقه در آن زمان، یعنی سلطان محمود غزنوی بود.

## بازداری محمود غزنوی از حمله به ری
سلطان محمود غزنوی، که هم‌زمان با حکومت مشترک مجدالدوله و مادرش، فتوحات بسیاری در خراسان و هند و غزنه داشت، در ادامه توسعه طلبی‌های خود به جانب ری کشیده شد و از سیده خاتون خواست تا نسبت به او اعلام اطاعت کند و در صورت استنکاف، او را تهدید به لشکرکشی به ری نمود. پاسخ سیده خاتون حکایت از تدبیر سیاسی او داشت و همین جواب مانع پیشروی سلطان محمود در آن زمان به ری گردید. عنصرالمعالی می‌نویسد: 
سیده خاتون جواب داده بود: «تا شوی من زنده بود مرا اندیشه آن بود که تو را مگر این راه بود و قصد ری کنی. چون وی فرمان یافت و شغل به من افتاد، مرا این اندیشه از دل برخاست؛ گفتم: محمود پادشاهی عاقل است، داند که چون او پادشاهی را به جنگ زنی نباید آمدن. اکنون اگر بیایی، خدای آگاه است که من نخواهم گریخت و جنگ را ایستاده‌ام، از آنچه در دو بیرون نباشد: از دو لشکر یکی شکسته شود؛ اگر من تو را بشکنم، به همه عالم نویسم که سلطان محمود را بشکستم که صد پادشاه را شکسته بود، مرا هم فتح‌نامه بوَد و رسد و هم شعر فتح و اگر تو مرا بشکنی چه توانی نوشت؟ گویی زنی را بشکستم؟ تو را نه فتح‌نامه رسد و نه شعر فتح که شکستن زنی بس فخر نباشد؛ گویند که سلطان محمود زنی را بشکست».
محمود با پاسخ مدبّرانه سیده خاتون قانع شد و تا او زنده بود به ری لشکر نکشید. هرچند بیهقی، مورخ دوره غزنویان، به گونه‌ای دیگر به قصد محمود غزنوی برای فتح ری در زمان سیده خاتون اشاره کرده‌است و به نقل از خواجه احمد می‌نویسد:  
«امیر ماضی (سلطان محمود) در خلوت با من حدیث ری بسیار گفتی که آنجا قصد باید کرد و من گفتمی: رأی، رأی خداوند است که آن ولایت را خطری نیست و والی آن زنی است. بخندیدی و گفتی: آن زن اگر مرد بودی، ما را لشکر بسیار بایستی داشت به نیشابور!»

## شخصیت
جنبه‌های مثبت شخصیت سیده خاتون در ابعاد فرهنگی، مذهبی، سیاسی و مدیریتی مورد توجه مورخین قرار گرفته‌است. عنصر المعالی دربارهٔ سیده خاتون می‌نویسد: «زنی ملک‌زاده و عفیفه و زاهد بود.» شهرت سیده خاتون تنها بخاطر عدل و انصاف، کفایت و خوشنامی یا زن بودنش نیست؛ همچنین به سبب پاسخی چاره‌گرانه که در مقابل دعوت تهدیدآمیز سلطان محمود غزنوی به وی می‌دهد نیز می‌باشد. روایت است سلطان محمود وقتی که بیشتر شهرهای ایران را گرفت؛ چند بار در صدد گرفتن ری برآمد ولی هر بار سیده ملک خاتون بلطائف الحیل متوسل شد و محمود را به طریقی از این کار منصرف ساخت. تا اینکه محمود سرانجام مصمم شد مُلک ری را از سیده ملک خاتون بگیرد و در این زمینه بدو نامه‌ای نوشت. سیده ملک خاتون برای وی پیغام داد که این کار از دو حالت بیرون نیست؛ یا آنکه تو در این نبرد پیروز خواهی شد یا من. اگر تو پیروز شوی که چندان قدر و بهائی نداری، زیرا همه می‌گویند محمود زنی را شکست داد، و اگر من فاتح شوم آبرو و حیثیت تو بر باد خواهد رفت و همگان گویند محمود با آن همه خدم و حشم از زنی بیوه شکست خورد! این جواب سنجیدهٔ وی محمود را منفعل کرد و از اندیشهٔ درگیری با پیرزنی که شکست از او مایهٔ رسوایی بود و پیروزی بر او هم، چنانکه خود وی در جواب سلطان خاطر نشان کرده بود افتخاری نداشت، منصرف کرد.

## مرگ
با مرگ سیده خاتون در ۴۱۹ هجری (تاریخ درگذشت وی را ۴۰۷ ه‍جری بیشتر ثبت نموده‌اند) در ری، ضعف مجدالدوله آشکارتر شد و چون سپاهیان با او راه مدارا در پیش نگرفتند، نامه‌ای به سلطان محمود نوشت و از او دعوت کرد تا به ری آید. سلطان محمود در همان سال اینبار به بهانه اعانت، به ری لشکر کشید و آن را فتح کرد. مجدالدوله دستگیر شد، به هندوستان تبعید و به قتل رسید و شاخه جبال حکومت آل‌بویه پس از سیده خاتون دوام نیاورد. محمود کتابخانه معروف ری را به آتش کشیده و صدها نفر از اندیشمندان و متفکران آنجا را به جرم زندیق و ملحد بودن به دار آویخت و به حکومت آل بویه در ری خاتمه داد.
آرامگاه سیده ملک‌خاتون واقع در جاده خاوران تهران که امروزه به «زیارتگاه امامزاده سیده ملک خاتون» معروف است هرساله مورد بازدید هزاران نفر قرار می‌گیرد.